# Bay-Klasse (2006)
Die Bay-Klasse ist eine Klasse von vier Docklandungsschiffen (LSD) der britischen Royal Navy und der australischen Royal Australian Navy.
Offiziell unterstehen sie der zur Royal Navy gehörenden Royal Fleet Auxiliary und tragen daher die Kennung RFA. Sie wurden bis 2007 in Dienst gestellt und ersetzten die Landungsschiffe (LSL) der Round-Table-Klasse. Heimathafen aller vier Schiffe ist Marchwood in Hampshire. Gemäß dem Strategic Defence and Security Review 2010 (SDSR 2010) wurde eines der vier Schiffe wieder ausgemustert und verkauft. Am 6. April 2011 gab die Royal Australian Navy bekannt, dass sie die RFA Largs Bay, das erste Schiff der Klasse, für 65 Millionen britische Pfund erwerben wird.

## Geschichte

### Entwicklung
1997 beschloss die Royal Navy die Anschaffung von zwei neuen Landungsschiffen. Die ursprünglichen Entwürfe sahen den Bau von logistischen Landungsschiffen (LSL) vor, deren Kapazitäten weitgehend denen ihrer Vorgänger entsprachen. Bereits ein Jahr später änderte das Verteidigungsministerium seine Ausschreibung und forderte nun ein Docklandungsschiff mit Welldeck (LSD) zur Erhöhung der amphibischen Kapazitäten der Royal Navy. Zudem entschloss man sich, entgegen ersten Planungen alle Schiffe der Sir-Klasse zu ersetzen und erhöhte daher die Bestellung auf vier LSD. Am 26. Oktober 2000 entschied sich die Royal Navy für das Konzept der Werft Swan Hunter. Da diese jedoch nicht über entsprechende Kapazitäten verfügte, um alle vier Schiffe parallel zu bauen, wurde entschieden zwei Schiffe bei Swan Hunter in Wallsend und zwei auf der Werft des unterlegenen Konkurrenten BAE Systems in Govan zu bauen. Die Gesamtkosten für die vier Schiffe wurden mit etwa 300 Millionen Pfund (450 Millionen Euro) veranschlagt.

### Probleme
Ursprünglich war geplant, alle vier Schiffe 2005 in Dienst zu stellen. Zu einer ersten Verzögerung kam es, als am 9. April 2004 die RFA Mounts Bay während des Stapellaufs bei BAE Systems in Govan mit einer Kaimauer kollidierte. Die notwendigen Reparaturarbeiten verzögerten den Beginn der Testfahrten um sechs Monate. Durch die zusätzlich benötigten Werftkapazitäten musste der Stapellauf des Schwesterschiffes Cardigan Bay um ein halbes Jahr verschoben werden.
Noch gravierender gestalteten sich die Probleme beim Bau der Largs Bay und Lyme Bay bei Swan Hunter. Finanzielle und technische Probleme der Werft führten dazu, dass der Bau der Lyme Bay vorübergehend eingestellt werden musste, um die vorhandenen Kapazitäten auf die fristgerechte Fertigstellung der Largs Bay zu konzentrieren. Swan Hunter sah sich gezwungen, das Auslieferungsdatum für die Lyme Bay um ein weiteres Jahr auf 2008 zu verschieben. Am 13. Juli 2006 teilte das Verteidigungsministerium schließlich mit, den Rohbau der Lyme Bay zu BAE Systems nach Govan zu überführen und dort fertigzustellen. Nur auf diese Weise könne eine Indienststellung des Schiffes bis 2007 und innerhalb des festgesetzten Kostenrahmens noch erreicht werden. Der finanziell angeschlagenen Werft Swan Hunter entstand hierdurch ein Schaden von etwa 25 Millionen Pfund, der wesentlich zum Konkurs des Unternehmens im November 2006 beitrug.

## Amphibische Kapazitäten

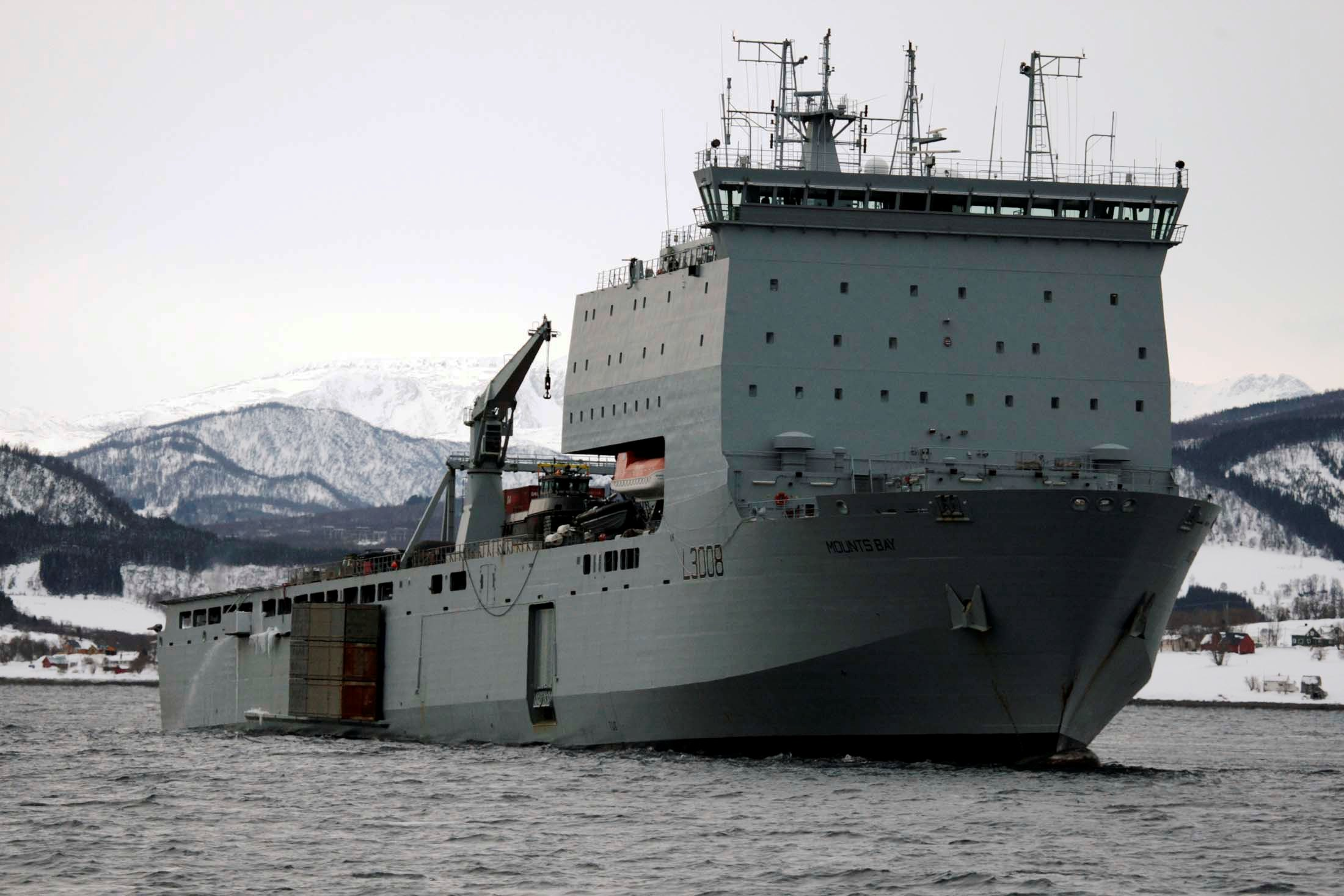
Mounts Bay (L3008)

Die LSD der Bay-Klasse sind mehr als doppelt so groß wie ihre Vorgänger der Sir-Klasse. Jedes Schiff bietet regulär Platz für bis zu 356 zusätzliche Soldaten, wobei diese Kapazität im Ernstfall verdoppelt werden kann. Zudem können bis zu 24 20-Fuß- oder zwölf 40-Fuß-ISO-Container mit Lebensmitteln oder technischem Gerät an Bord genommen werden. Auf den Fahrzeugdecks können bis zu 150 leichte LKW oder 32 Challenger-2-Panzer verstaut werden.
Jedes LSD kann ein schweres und zwei leichte Landungsboote im Welldeck mitführen, während ihre Vorgänger lediglich ein leichtes Landungsboot an Davits transportieren konnten. Zusätzlich verfügt jedes LSD über zwei seitlich am Schiff befestigte Mexeflotes. Hierbei handelt es sich um motorisierte Pontons, mit denen sowohl Soldaten und Ausrüstung an Land gebracht werden können als auch in kurzer Zeit eine provisorische Anlegestelle errichtet werden kann. Das Hubschrauberdeck bietet Platz, um zwei Merlin EH-101- oder CH-47-Chinook-Hubschrauber gleichzeitig einsetzen und einen dritten abstellen zu können. Die Hubschrauber können an Deck aufgetankt sowie gewartet und repariert werden. Ein fester Hangar ist nicht vorhanden, kann jedoch nachgerüstet werden. Als erstes Schiff der Klasse erhielt die RFA Largs Bay im November 2007 einen provisorischen Helikopterunterstand.

## Namensgebung
Die vier Schiffe sind nach Buchten in England, Schottland und Wales benannt. Ursprünglich war geplant, die ersten beiden Schiffe auf die Namen Quiberon Bay und Aboukir Bay zu taufen, in Erinnerung an die britischen Siege über Frankreich in den Schlachten von Quiberon und Abukir. Nachdem diese Pläne veröffentlicht wurden, entbrannte jedoch, vor dem Hintergrund der Politischen Korrektheit, eine Debatte über diese Namensgebung. Die Admiralität entschied sich schließlich 2002 mit Rücksicht auf Frankreich für eine neutralere Namensgebung.

## Einheiten
Vereinigtes Königreich
| Kennung | Name             | Bauwerft     | Stapellauf        | Indienststellung   | Außerdienststellung | Anmerkung                                            |
| ------- | ---------------- | ------------ | ----------------- | ------------------ | ------------------- | ---------------------------------------------------- |
| L3006   | RFA Largs Bay    | Swan Hunter  | 19. Juli 2003     | 17. Dezember 2006  | April 2011          | als HMAS Choules (L100) an die Royal Australian Navy |
| L3007   | RFA Lyme Bay     | Swan Hunter¹ | 3. September 2005 | 26. November 2007  | –                   | aktiv                                                |
| L3008   | RFA Mounts Bay   | BAE Systems  | 8. April 2004     | 15. September 2006 | –                   | aktiv                                                |
| L3009   | RFA Cardigan Bay | BAE Systems  | 9. April 2005     | 6. März 2007       | –                   | aktiv                                                |

¹ Rohbau durch Swan Hunter, Fertigstellung durch BAE Systems
 Australien
| Kennung | Name         | Indienststellung  | Anmerkung |
| ------- | ------------ | ----------------- | --------- |
| L100    | HMAS Choules | 13. Dezember 2011 | aktiv     |